# Ben C. Eastman
Ben C. Eastman (Strong, 24 de octubre de 1812 - Platteville, 2 de febrero de 1856) fue un abogado y político estadounidense que sirvió en la Cámara de Representantes de los Estados Unidos.

## Biografía
Eastman nació en Strong, en el distrito de Maine de Massachusetts, y asistió a las escuelas públicas. Estudió derecho. Fue admitido en el colegio de abogados en 1840 y ejerció en Green Bay, Territorio de Wisconsin. Se trasladó a Platteville, el mismo año y continuó la práctica de la ley y luego se desempeñó como secretario del consejo legislativo del Territorio de Wisconsin 1843–1846. Sirvió un término en la Junta de Supervisores del Condado de Grant.
En 1850, Eastman se postuló para el Congreso con la candidatura demócrata en el 2.º distrito congresional de Wisconsin, que en 1850 cubría una amplia franja del oeste de Wisconsin. Derrotó al titular whig, Orsamus Cole y pasó a servir en el trigésimo segundo Congreso. Fue reelegido en 1852. Declinó ser candidato a un nuevo nombramiento en 1854 y reanudó la práctica de la abogacía.
Murió en Platteville el 2 de febrero de 1856 después de una enfermedad de varias semanas. Fue enterrado en el cementerio Forest Hill en Madison, Wisconsin.